# Совсун Інна Романівна
І́нна Рома́нівна Совсун (нар. 21 вересня 1984, Харків, Українська РСР, СРСР) — українська державна і громадська діячка, Народна депутатка України 9-го скликання від фракції «Голос».  
віцепрезидентка Київської школи економіки у 2016—2018 роках, перша заступниця Міністра освіти і науки України у 2014—2016 роках. Старша викладачка кафедри політології Національного університету «Києво-Могилянська Академія». Співзасновниця та колишня директорка аналітичного центру CEDOS.
Як народна депутатка з травня 2020 року членкиня Комітету з питань енергетики та житлово-комунальних послуг, голова підкомітету з питань адаптації законодавства України до права ЄС, виконання міжнародних зобов'язань України у сфері євроінтеграції. Входила до Комітету ВРУ з питань освіти, науки та інновацій, головою підкомітету з питань освіти впродовж життя та позашкільної освіти.

## Життєпис
Народилася у Харкові 21 вересня 1984 року.
У 2001 році закінчила школу у Харкові.
З вересня 2001 року, після вступу до НаУКМА, живе у Києві.

## Освіта
Після закінчення харківської школи вступила до НаУКМА, де у 2005 році здобула ступінь бакалавра політології. Магістерську програму продовжила з того ж напрямку та отримала диплом магістра політології у Київському національному університеті імені Тараса Шевченка. У 2006—2007 роках навчалася в Лундському університеті (Королівство Швеція), де здобула ступінь магістра з європейської політики. У 2009—2012 виконала програмі PhD з політології у НАУКМА, але дисертацію не закінчила. У 2018—2019 роках навчалася на програмі Fulbright Scholar, UC Berkeley. Наразі[коли?] готує до захисту дисертаційне дослідження.

## Кар'єра
Після закінчення університету активно занурилась в громадську діяльність. Працювала менеджеркою освітніх проєктів у Громадянській мережі «ОПОРА». В 2009 році разом з однодумцями заснувала некомерційний аналітичний центр CEDOS (раніше «Центр дослідження суспільства»)[джерело?], який очолювала до призначення на посаду заступниці Міністра (2010—2014 рр).

### У Міністерстві освіти та науки України
З березня 2014 по серпень 2016 Інна Совсун обіймала посаду заступниці Міністра освіти та науки України Сергія Квіта. На посаді 13 квітня 2016 відзначилась наказом про скорочення керівного, адміністративного, управлінського, господарсько-обслуговуючого персоналу, водіїв, а також робітників, які обслуговують громадські будівлі навчальних закладів на 10 % Цей наказ викликав обурення профспілок і врешті був скасований міністром освіти Лілією Гриневич 5 травня 2016. За її активної підтримки відбувалася імплементація ЗУ «Про вищу освіту» в аспектах розширення автономії вищих навчальних закладів, забезпечення дотримання академічної доброчесності, запровадження нової моделі фінансування ВНЗ та ін. Совсун також відповідала за міжнародне співробітництво, співпрацю з парламентом та іншими органами виконавчої влади.

### Київська школа економіки
У вересні 2016 року Інна Совсун приєдналась до команди Київської школи економіки, відповідала за активну роль KSE у просуванні реформ у вищій освіті та розвиває новий напрям діяльності KSE — підготовку спеціалістів у сфері державного управління[джерело?].

### Депутатство
Кандидатка у народні депутати від партії «Голос» на парламентських виборах 2019 року, № 16 у списку. Заступниця голови партії, член політичної ради, очолює програмний напрямок діяльності партії, залучена до кампанії місцевих виборів 2020 року. Співголова групи з міжпарламентських зв'язків з Швецією.
Співавтор закону 5460 щодо збільшення до 800 млн грн видатків на закупівлі, проєктування та встановлення кисневих станцій для лікарень, що приймали хворих на ковід.
У березні 2022 подала законопроєкт про заборону РПЦ в Україні, виступає за заборону УПЦ МП.
В березні 2023 року стала співавтором законопроєкту 9103 «Про інститут реєстрованих партнерств», який мав давати право різностатевим парам укладати партнерства. За словами Совсун, такий закон дав би парам визначати взаємні права, питання володіння майном, спадку, соціального захисту, прав у разі смерті чи зникнення партнера.
В листопаді 2023 року Совсун подала до поліції заяву про вчинення Олексієм Арестовичем кримінального правопорушення за 300 ККУ (розповсюдження відео, що пропагує насильство). Арестович на своїх закритих семінарах називав жінок «істотами», яких «хочеться душити». Поліція почала досудове розслідування
12 квітня 2024 в прямому ефірі "Нового відліку" на Суспільному Ганна Маляр довела Інну до сліз, коментуючи ситуацію з перебуванням чоловіка Інни на фронті .
З січня 2024 Інна Совсун долучилась до оновлення предмета Захист України в школах, та стала співавторкою нової модельної навчальної програми. В результаті оновлень було скасовано гендерний розподіл при вивченні предмета та осучаснено зміст, відповідно до реалій сьогодення. 

## Особисте життя
Неодружена, виховує сина Мартина.